# Francesco Maiore
Francesco Maiore (Noto, 25 agosto 1921 – Nord Africa, 28 novembre 1942) è stato un militare e aviatore italiano, decorato di medaglia d'oro al valor militare alla memoria nel corso della seconda guerra mondiale.

## Biografia
Nacque a Noto, provincia di Siracusa, il 25 agosto 1921. All'età di diciannove anni si arruolò nella Regia Aeronautica in qualità di allievo specialista fotografo. Inviato alla Scuola di Capodichino per frequentarvi il 21º corso specialisti, ne uscì nell'aprile 1941 e, trasferito sull'aeroporto di Siracusa, nell'agosto successivo ottenne la qualifica di fotografo e la promozione ad aviere scelto. Destinato alla 278ª Squadriglia del 132º Gruppo Autonomo Aerosiluranti, prese parte alla vittoriosa battaglia aeronavale del giugno 1942 durante la quale riportava una ferita, e venne decorato con una medaglia di bronzo al valor militare. Precipitato in mare nella baia di Bougie in Algeria il 12 novembre dello stesso anno, durante una azione contro le navi nemiche volando a bordo dell'aereo del comandante Carlo Emanuele Buscaglia. Recuperato in mare insieme a Buscaglia, egli decedette pochi giorni dopo, il 28 dello stesso mese, presso un ospedale per le gravi ferite riportate. Fu decorato con la medaglia d'oro al valor militare alla memoria. La 137ª Squadriglia Radar Remota dell'Aeronautica Militare Italiana porta il suo nome.

### Annotazioni
1. ↑  Il copilota, sergente maggiore Francesco Sogliozzo, e il motorista, aviere Vittorio Vercesi, morirono tra la benzina che aveva preso fuoco galleggiando sull'acqua.

### Fonti
1. 1 2 3 4 5  Combattenti Liberazione.
2. ↑  Gruppo Medaglie d'Oro al Valor Militare 1965, p. 113.
3. 1 2 3  Ufficio Storico dell'Aeronautica Militare 1969, p. 209.
4. ↑   Medaglia d'oro al valor militare Maiore, Francesco, su quirinale.it, Quirinale. URL consultato l'11 luglio 2021.